# Euphorbia hintonii
Euphorbia hintonii là một loài thực vật có hoa trong họ Đại kích. Loài này được L.C.Wheeler mô tả khoa học đầu tiên năm 1939.